# Aleksandr Romankov
Aleksandr Romankov (en rus: Aleksandr Romankov) (Korsakov, Unió Soviètica 1953) és un tirador d'esgrima rus, ja retirat, guanyador de cinc medalles olímpiques i considerat un dels millors tiradors del segle xx.

## Biografia
Va néixer el 7 de novembre de 1953 a la ciutat de Korsakov, població situada a l'óblast de Sakhalín (illa de Sakhalín), que en aquells moments formava part de la República Socialista Federada Soviètica de Rússia (Unió Soviètica) i que avui dia forma part de la Federació Russa.

## Carrera esportiva
Va participar, als 22 anys, en els Jocs Olímpics d'Estiu de 1976 realitzats a Mont-real (Canadà), on va aconseguir guanyar la medalla de plata en la competició olímpica individual de floret, així com finalitzar quart en la prova per equips d'aquesta modalitat, i per la qual va aconseguir guanyar un diploma olímpic. En els Jocs Olímpics d'Estiu de 1980 realitzats a Moscou (Unió Soviètica) va aconseguir la medalla de bronze en la prova individual i la medalla de plata en la prova per equips. Absent dels Jocs Olímpics d'estiu de 1988 realitzats a Los Angeles (Estats Units) pel boicot polític fet per les autoritats soviètiques, en els Jocs Olímpics d'Estiu de 1988 celebrats a Seül (Corea del Sud) aconseguí revalidar la seva medalla de bronze en la prova individual així com guanyar la medalla d'or en la prova per equips.
Campió disset vegades del seu país en la modalitat de floret individual o per equips, al llarg de la seva carrera ha guanyat vint-i-una medalles en el Campionat del Món d'esgrima, dotze d'elles d'or.